# Ghostrunner
Ghostrunner — відеогра у жанрі кіберпанк-платформер, розроблена спільними зусиллями польської компанії One More Level і данської студії Slipgate Ironworks, та видана All in! Gamesd і 505 Games. Гра була випущена у жовтні 2020 року для Microsoft Windows, PlayStation 4 і Xbox One та Nintendo Switch у листопаді 2020 року, а також у вересні 2021 року для приставок наступного покоління PlayStation 5 і Xbox Series X/S. Версія для Amazon Luna була доступна в квітні 2021 року. Ghostrunner спільно виробляється 3D Realms і спільно розробляється Slipgate Ironworks. Сюжетне розширення під назвою Ghostrunner: Project Hel було випущено 3 березня 2022 року. Розробляється продовження.

## Геймплей
Гравець, як Джек Гостраннер, повинен долати небезпечні оточення, кидаючись, стрибаючи, бігаючи стіною та борючись. Гравець також зіткнеться з ворогами, з якими потрібно поводитися обережно, оскільки і вороги, і гравець можуть бути вбиті одним ударом. Джек може використовувати механіку під назвою Sensory Boost, яка дозволяє йому сповільнювати час і ухилятися від куль у повітрі. У міру проходження сюжету гравець відкриває нові здібності та покращення, які можна застосувати за допомогою частин, схожих на тетраміно, у сітковій системі.

## Розробка
Над створенням гри з 3D Realms працював польський розробник One More Level. Гра створена за допомогою Unreal Engine 4 і підтримує технологію Nvidia RTX. Ghostrunner було анонсовано під час Gamescom 2019. Демоверсія була доступна з 6 по 13 травня 2020 року в Steam. Гра отримала схвальні відгуки ще до її виходу. Forbes назвав гру сумішшю Titanfall, Dishonored і Superhot. Енді Чолк з PC Gamer назвав гру сумішшю Mirror's Edge і Dishonored. Гру було випущено для Microsoft Windows, Xbox One і PlayStation 4 27 жовтня 2020 року All In! Games and 505 Games, з версією для Nintendo Switch, яка буде випущена 10 листопада 2020 року та версіями для PlayStation 5 і Xbox Series X/S, які будуть випущені 28 вересня 2021 року. 6 квітня 2021 року також була доступна версія для Amazon Luna.

## Сприйняття
Згідно з Metacritic, Ghostrunner отримав «загалом схвальні відгуки».

### Продажі
Станом на 13 травня 2021 року було продано понад 600 000 копій гри.

## Продовження
13 травня 2021 року материнська компанія 505 Games Digital Bros оголосила, що Ghostrunner 2 розробляється для Microsoft Windows, PlayStation 5 і Xbox Series X/S.